# William Vernon Harcourt
William George Granville Venables Vernon Harcourt (ur. 14 października 1827, zm. 1 października 1904 w Nuneham) – brytyjski polityk, prawnik i dziennikarz, członek Partii Liberalnej, minister w rządach Williama Ewarta Gladstone’a i lorda Rosebery’ego.

## Życiorys
Był młodszym synem wielebnego Williama Vernona Harcourta i Matildy Gooch, córki pułkownika Williama Goocha. Wykształcenie odebrał w prywatnej szkole w Southwell w hrabstwie Nottinghamshire. Jego nauczycielem był wielebny John Owen Parr. W 1846 r. Harcourt rozpoczął studia w Trinity College na Uniwersytecie Cambridge. Uczelnię ukończył w 1851 r.
Na studiach Harcourt zaczął pisać teksty do Morning Chronicle. W 1852 r. rozpoczął praktykę adwokacką w Lincoln’s Inn. W 1854 r. przeniósł się do Inner Temple. W 1855 r. nawiązał współpracę w Saturday Review. Na łamach The Timesa pisał artykuły o prawie międzynarodowym pod pseudonimem „Historicus”. W 1866 r. został Radcą Królwej. W 1869 r. został profesorem prawa międzynarodowego na Uniwersytecie Cambridge.
W 1868 r. został wybrany do Izby Gmin jako reprezentant okręgu Oksford. W 1873 r. został Radcą Generalnym i otrzymał tytuł szlachecki. Stanowisko Radcy utracił w 1874 r., w wyniku wyborczej porażki liberałów. Stronnik premiera Gladstone’a, otrzymał w 1880 r. tekę ministra spraw wewnętrznych. Zgodnie z ówczesnym prawem nowy minister wystartował w wyborach uzupełniających, które przegrał z Alexandrem Hallem różnicą 54 głosów. Harcourt rychło powrócił do parlamentu z okręgu Derby.
Już w 1880 r. doprowadził do uchwalenia Groud Game Act. Rok później wszedł w życie Arms (Ireland) Act. W odpowiedzi na zamach w dublińskim Phoenix Park oraz na zamachy w Londynie, Harcourt doprowadził do uchwalenia Explosive Substances Act, który zakazywał posiadania materiałów wybuchowych. W 1884 r. przedstawił odrzucony później projekt ustawy wprowadzającej jednolitą administrację Londynu. Zadecydował o wniesieniu oskarżenia w sprawie Regina v. Dudley and Stephens. W 1885 r. zamienił Johnowi Babbacombe’owie Lee karę śmierci na karę dożywotniego więzienia po tym, jak trzy próby egzekucji skazańca zakończyły się niepowodzeniem.
Liberałowie przegrali wybory 1885 r. i Harcourt musiał pożegnać się ze stanowiskiem ministra. Podczas kilkumiesięcznych rządów Partii Liberalnej w 1886 r. Harcourt był kanclerzem skarbu. Był nim ponownie w latach 1892–1895. W 1894 r. doprowadził do zrównania podatku spadkowego od nieruchomości i rzeczy ruchomych. W tym samym roku, po rezygnacji Gladstone’a i objęcia stanowiska premiera przez lorda Rosebery’ego, Hacourt został przewodniczącym Izby Gmin. Na obu tych stanowiskach utrzymał się do wyborczej porażki Partii Liberalnej w 1895 r. W tych wyborach Harcourt utracił mandat parlamentarny.
Harcourt powrócił do Izby Gmin jeszcze w tym samym roku, jako reprezentant okręgu West Monmouthshire. W 1896 r. Rosebery zrezygnował ze stanowiska lidera Partii Liberalnej i został zastąpiony przez Harcourta. Zrezygnował on z tego stanowiska w grudniu 1898 r. Zmarł w 1904 r.

## Życie prywatne
5 listopada 1859 r. poślubił Marię Theresę Lister (zm. 1863), córkę Thomasa Henry’ego Listera i lady Marii Villiers, córki George’a Villiersa. William i Maria mieli razem dwóch synów:
- Julian Harcourt (1860–1862)
- Lewis Harcourt (1863–1922), 1. wicehrabia Harcourt

2 grudnia 1876 r. poślubił Elizabeth Motley (zm. 1928), córkę Johna Lothropa Motleya i Mary Benjamin. William i Elizabeth mieli razem jednego syna:
- Robert Harcourt (ur. 1878), ożenił się z Marjorie Cunard, miał dzieci

## Publikacje
- Letters by Historicus on some Questions of International Law, 1863
- American Neutrality, 1865